# Оушиано (Каліфорнія)
Оушиано (англ. Oceano) — переписна місцевість (CDP) в США, в окрузі Сан-Луїс-Обіспо штату Каліфорнія. Населення — 7183 особи (2020).

## Географія
Оушиано розташоване за координатами 35°6′6″ пн. ш. 120°36′30″ зх. д. / 35.10167° пн. ш. 120.60833° зх. д. (35.101608, -120.608217).  За даними Бюро перепису населення США в 2010 році переписна місцевість мала площу 4,01 км², з яких 3,97 км² — суходіл та 0,04 км² — водойми.

## Демографія
Згідно з переписом 2010 року, у переписній місцевості мешкало 7286 осіб у 2603 домогосподарствах у складі 1704 родин. Густота населення становила 1819 осіб/км².  Було 3117 помешкань (778/км²).
Расовий склад населення:
| - 70,1 % — білих - 2,3 % — азіатів - 1,6 % — корінних американців - 0,9 % — чорних або афроамериканців - 0,1 % — вихідців з тихоокеанських островів - 20,7 % — осіб інших рас |

До двох чи більше рас належало 4,4 %. Частка іспаномовних становила 47,8 % від усіх жителів.
За віковим діапазоном населення розподілялося таким чином: 23,9 % — особи молодші 18 років, 63,7 % — особи у віці 18—64 років, 12,4 % — особи у віці 65 років та старші. Медіана віку мешканця становила 35,4 року. На 100 осіб жіночої статі у переписній місцевості припадало 101,9 чоловіків;  на 100 жінок у віці від 18 років та старших — 100,7 чоловіків також старших 18 років.
Середній дохід на одне домашнє господарство  становив 56 585 доларів США (медіана — 49 721), а середній дохід на одну сім'ю — 61 405 доларів (медіана — 51 184). Медіана доходів становила 35 737 доларів для чоловіків та 28 021 долар для жінок. За межею бідності перебувало 20,2 % осіб, у тому числі 29,9 % дітей у віці до 18 років та 12,5 % осіб у віці 65 років та старших.
Цивільне працевлаштоване населення становило 3305 осіб. Основні галузі зайнятості: мистецтво, розваги та відпочинок — 19,5 %, освіта, охорона здоров'я та соціальна допомога — 17,3 %, роздрібна торгівля — 14,7 %.